# 国鉄キロ59形気動車

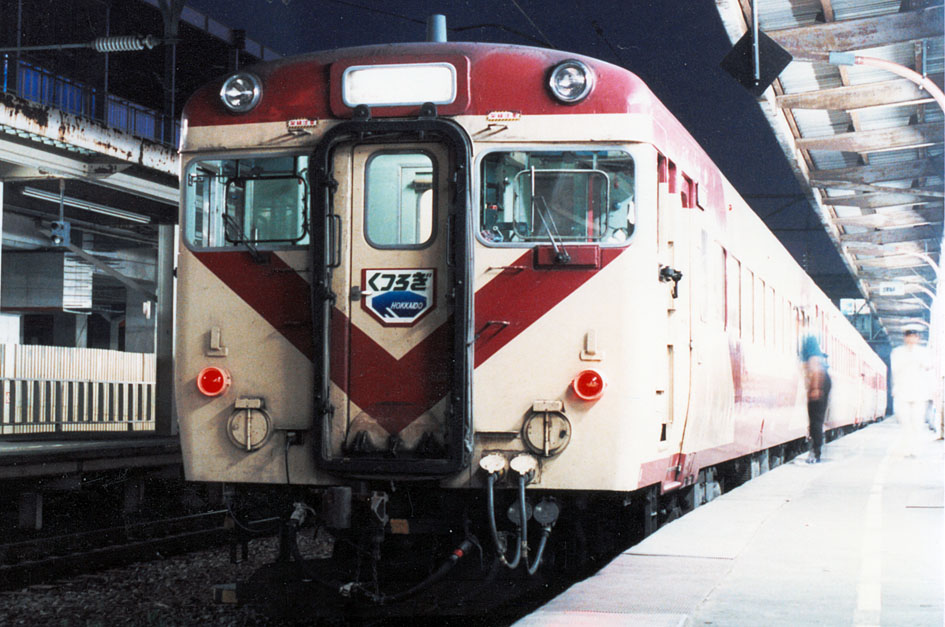
JR北海道キロ29形

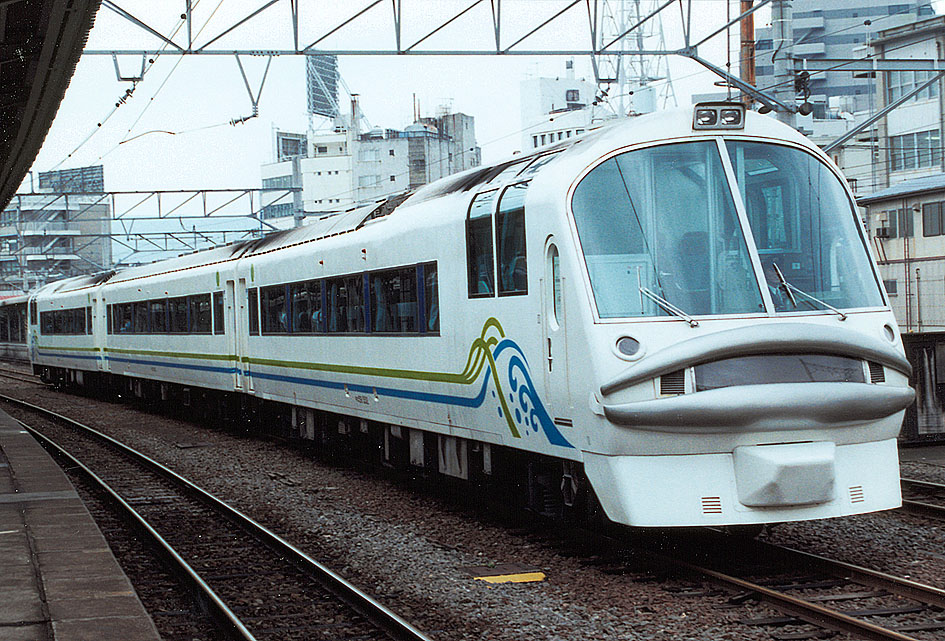
リゾートサルーン・フェスタ

キロ59形は、かつて日本国有鉄道（国鉄）に在籍した急行形気動車である。キハ56形またはキハ58形の改造により製作された2機関装備のジョイフル気動車（和式気動車・欧風気動車）で、グリーン車である。同様に1機関装備車であるキハ27形、キロ28形またはキハ28形の改造車は、キロ29形と称する。1987年（昭和62年）の国鉄分割民営化に際しては、北海道旅客鉄道（JR北海道）、東日本旅客鉄道（JR東日本）、西日本旅客鉄道（JR西日本）に引き継がれたほか、JR東日本およびJR西日本において追加改造された。
- キロ29 1, 2, 3、キロ59 1, 2 : くつろぎ。1973年および1984年改造。和式気動車。JR北海道に引き継ぎ。
- キロ59 501, 502、キロ29 501 : こまち → おばこ。1984年改造。和式気動車。JR東日本に引き継ぎ。
- キロ59 503, 504、キロ29 502 : エレガンスアッキー。1985年改造。欧風気動車。JR東日本に引き継ぎ。
- キロ59 505, 506、キロ29 503 : ふれあいSUN-IN。1986年改造。和式気動車。JR西日本に引き継ぎ。
- キロ59 507、キロ29 504 : ふれあいパル。1986年改造。和式気動車。JR西日本に引き継ぎ。
- キロ59 508, 509、キロ29 505 : サロンエクスプレスアルカディア。欧風気動車。1987年改造。JR東日本に引き継ぎ。
- キロ59 510, 511、キロ29 506 : グラシア → こがね。欧風気動車 → 和式気動車。1989年改造。JR東日本が追造したもの。
- キロ59 551、キロ29 551 : ほのぼのSUN-IN。1987年改造。和式気動車。JR西日本が追造したもの。
- キロ29 552 : ゴールデンエクスプレスアストル。1987年改造。欧風気動車。JR西日本が追造したもの。
- キロ59 552, 553、キロ29 553 : リゾートサルーン・フェスタ。1988年改造。欧風気動車。JR西日本が追造したもの。
- キロ59 554, 555 : セイシェル。1989年改造。欧風気動車。JR西日本が追造したもの。
- キロ29 554 : ゴールデンエクスプレスアストル。1997年改造。欧風気動車。JR西日本が追造したもの。